# Râul Valea Mare, Bârzava
Râul Valea Mare este un afluent al râului Bârzava. Se formează la confluența a două brațe: Sodolu Mare și Sodolu Mic.

## Hărți
- Harta Județului Caraș-Severin
- Harta Munții Semenic  Arhivat în 4 martie 2016, la Wayback Machine.
- Harta Munții Aninei [nefuncțională – arhivă]